# Jiří Javorský
Jiří Javorský (* 9. Februar 1932 in Prag; † 16. September 2002 in Heilbronn) war ein tschechoslowakischer Tennisspieler. 

## Karriere
Jiří Javorský spielte lange Jahre auf dem Tennis Grand Prix und war zu seiner Zeit einer der erfolgreichsten Spieler seines Landes mit zahlreichen Landesmeistertiteln im Einzel, Doppel und Mixed. Seinen größten Erfolg erzielte er im Jahr 1957, als er mit Věra Pužejová das Mixed der French Open gegen Edda Buding und Luis Ayala gewann. 1961 standen sie ein weiteres Mal im Finale in Roland Garros, unterlagen dort aber Darlene Hard und Rod Laver.
Zwischen 1955 und 1966 absolvierte Jiří Javorský 20 Begegnungen für die tschechoslowakische Davis-Cup-Mannschaft. Er gewann 20 seiner 35 Einzelpartien, im Doppel konnte er 13 von insgesamt 20 Partien gewinnen.
Nach dem Ende seiner aktiven Laufbahn zog er 1968 nach Deutschland und war dort als Tennistrainer tätig. Jiří Javorský starb 2002 in Heilbronn.

## Grand-Slam-Titel

### Mixed
| Jahr | Championship | Partnerin     | Finalgegner            | Ergebnis |
| 1957 | French Open  | Věra Pužejová | Edda Buding Luis Ayala | 6:3, 6:4 |